# Wereldkampioenschappen schaatsen allround 2026
De wereldkampioenschappen schaatsen allround 2026 vinden plaats van vrijdag 6 tot en met zondag 8 maart. De locatie moet nog worden toegewezen door de ISU. Voor de mannen is het de 117e keer dat het toernooi wordt gehouden en voor de vrouwen de 81e keer. Het is de vierde keer dat het WK allround wordt verreden in combinatie met het WK sprint.

## Toewijzing
De volgende plaatsen/ijsbanen hebben een bid ingediend om het WK allround/sprint 2026 te mogen organiseren:
| Land             | Plaats         | IJsbaan                | Capaciteit |
| ---------------- | -------------- | ---------------------- | ---------- |
| Duitsland        | Inzell         | Max Aicher Arena       | 5.200      |
| Hongarije        | Boedapest      | Városligeti Műjégpálya | 8.000      |
| Nederland        | Heerenveen     | Thialf                 | 11.430     |
| Noorwegen        | Hamar          | Vikingskipet           | 8.578      |
| Verenigde Staten | Salt Lake City | Utah Olympic Oval      | 4.000      |

Circa juni 2023 zal de ISU bekendmaken aan welke plaats/ijsbaan het WK allround/sprint 2026 wordt toegewezen. Hamar heeft het het WK allround/sprint van 2022 toegewezen gekregen en Inzell het WK allround/sprint van 2024.